# Olof Lundstedt
Olof Lundstedt, född 18 december 1734 i Riseberga socken, Kristianstads län, död 18 maj 1792 i Åsbo socken, Östergötlands län, var en svensk violinmakare i Linköping. Han fick i december 1761 hallrättens tillstånd att tillverka fioler.

## Biografi
Lundstedt föddes 18 december 1734 på Riseberga Krog i Riseberga socken och var son till ryttaren Sven Lundstedt. Lundstedt flyttade 1761 till Linköping och bodde hos borgaren Berggren på Sankt Pers kvarter. Han arbetade där som violinmakare och fick i december 1761 hallrättens tillstånd att tillverka fioler.
Han flyttade 1763 till Sankt Lars kvarter 36 och bodde hos kopparslagaren Pilström. Mellan 1762 och 1763 gifte han sig med Magdalena Hellbom (1734–1803. Hon var dotter till tullskrivaren Gustav Hellbom och Hedvig Dömmersdotter i Linköping. De fick tillsammans barnen Hedvig (född 1764), Gustav (född 1766), Maria Christina (1767–1767), Inga Charlotta (född 1768) och Gustav (1769–1770).
Familjen flyttade efter orgelbyggaren Jonas Wistenius död, år 1777 till Sankt Lars kvarter 46. Lundstedt flyttar 17 oktober 1790 tillsammans med sin fru och svägerska till Tuddebo i Åsbo socken. Han avlider 18 maj 1792 av förstämd mage och begravs 24 maj samma år. Den 17 juni flyttar Lundstedts änka och hennes syster tillbaka till Linköping.

## Fioler
Statistik över tillverkade fioler av Olof Lundstedt.
| År   | Fioler (antal)                    | Värde (summa) |
| ---- | --------------------------------- | ------------- |
| 1762 | 30                                | 240           |
| 1765 | 60                                | 1453          |
| 1766 | 48                                | 1102          |
| 1767 | 42                                | 450           |
| 1768 | 52                                | 394           |
| 1769 | 30                                | 235           |
| 1770 | 44 fioler och 1 Kung Davids harpa | 399           |
| 1771 |                                   |               |
| 1772 | 66                                | 354           |
| 1773 | 39                                | 234           |
| 1774 | 51                                | 223           |
| 1775 | 36                                | 123           |
| 1776 | 36                                | 38            |
| 1777 |                                   |               |
| 1778 | 37                                | 51            |
| 1779 | 27                                | 33,32         |
| 1780 | 33                                | 32            |
| 1781 | 19                                | 19            |
| 1782 | 12                                | 12            |
| 1783 | 25                                | 30            |
| 1784 | 30                                | 31.32         |
| 1785 | 15                                | 20.32         |
| 1786 | 19                                | 23            |
| 1787 | 7                                 | 18            |
| 1788 | 23                                | 43            |
| 1789 | 19                                | 22            |
| 1790 | 38                                | 37.40         |
| 1791 | 11                                | 10            |

## Medarbetare
- 1765 - En gesäll.
- 1765 - En lärogosse.
- Erik var lärogosse mellan 1766 och 1773 hos Lundstedt.[7][8][9][10][11][12]
- Jonas Pehrsson (född 1765) var lärogosse mellan 1778 och 1784 hos Lundstedt.[17][18][20]